# Woodsfield (Ohio)
Woodsfield es una villa ubicada en el condado de Monroe en el estado estadounidense de Ohio. En el Censo de 2010 tenía una población de 2384 habitantes y una densidad poblacional de 456,81 personas por km².

## Geografía
Woodsfield se encuentra ubicada en las coordenadas 39°45′47″N 81°7′0″O / 39.76306, -81.11667. Según la Oficina del Censo de los Estados Unidos, Woodsfield tiene una superficie total de 5.22 km², de la cual 5.22 km² corresponden a tierra firme y (0%) 0 km² es agua.

## Demografía
Según el censo de 2010, había 2384 personas residiendo en Woodsfield. La densidad de población era de 456,81 hab./km². De los 2384 habitantes, Woodsfield estaba compuesto por el 97.27% blancos, el 0.71% eran afroamericanos, el 0.04% eran amerindios, el 0.21% eran asiáticos, el 0% eran isleños del Pacífico, el 0.38% eran de otras razas y el 1.38% pertenecían a dos o más razas. Del total de la población el 1.01% eran hispanos o latinos de cualquier raza.